# Saint-Martin-de-Boscherville

Saint-Martin-de-Boscherville este o comună în departamentul Seine-Maritime, Franța. În 1 ianuarie 2022 avea o populație de 1.528 de locuitori.